# Botho Heinrich zu Eulenburg
Pour les articles homonymes, voir Eulenburg.
Le comte Botho Heinrich zu Eulenburg auf Wicken (né le 27 décembre 1804 à Königsberg et mort le 17 avril 1879 à Berlin) est un avocat administratif allemand et propriétaire terrien du royaume de Prusse.

## Famille
Il est le fils du comte Heinrich zu Eulenburg auf Wicken (de) (1779-1842) et de sa femme Charlotte née comtesse Finck von Finckenstein (1782-1812). En 1830, il épouse la comtesse Thérèse von Dönhoff (née le 4 octobre 1806 à Königsberg et morte le 13 février 1885 à Berlin). Plusieurs enfants sont sortis du mariage. Parmi eux se trouvent August zu Eulenburg, Botho zu Eulenburg, Karl Botho zu Eulenburg et le diplomate Wendt zu Eulenburg (1845–1875).

## Biographie
Après le collège Frédéric de Königsberg, Eulenburg étudie le droit à l'Université de Königsberg et devient membre de la fraternité Pappenhemia. Il travaille ensuite au Collège de commerce et d'amirauté avant de se tourner vers la gestion de son domaine de Wicken. En 1835, il devient administrateur de l'arrondissement de Friedland. À partir de 1849, il est conseiller supérieur du gouvernement et chef de département au sein du gouvernement de Königsberg. La même année, il est brièvement vice-président du gouvernement de Stettin et plénipotentiaire extraordinaire du gouvernement du Land de Schleswig. Entre 1850 et 1873 Eulenburg est le président du district de Marienwerder. À partir de 1874, il est président de l'administration prussienne de la dette publique.
Eulenburg est membre du Parti conservateur et siège au parlement provincial de Prusse de 1840 à 1875. En 1849, il est député de la première chambre du parlement de l'État prussien. En 1850, il est élu à l'assemblée du peuple du Parlement de l'Union d'Erfurt lors d'une élection partielle. Il accepte le mandat mais ne rejoint jamais officiellement le parlement. De 1855 à 1858, il siège à la Chambre des représentants de Prusse. Il est président du Parlement. En 1866, il est nommé à la Chambre des seingeurs de Prusse. À partir de 1868, Eulenburg est également député du Reichstag de la Confédération de l'Allemagne du Nord et plus tard du Reichstag de l'Empire allemand. En 1867, il reçoit le titre honorifique d'Oberburggraf et en 1874 celui de Landhofmeister.